# Harold Osborn
Harold Marion Osborn (13. dubna 1899, Butler – 5. dubna 1975, Champaign) byl americký atlet, olympijský vítěz ve skoku do výšky a v desetiboji.
Jde o jediného atleta, který se stal olympijským vítězem v desetiboji a ještě v další disciplíně. Podařilo se mu to na olympiádě v Paříži v roce 1924. Vytvořil přitom světový rekord v destiboji (7 710,775 bodů) a zároveň olympijský rekord ve skoku do výšky výkonem 198 cm. Na následujícím olympiádě v Amsterdamu skončil mezi výškaři pátý.
Byl rovněž světovým rekordmanem ve skoku do výšky (202 cm z roku 1924) a ve skoku do výšky z místa (167 cm z roku 1936). Mistrem USA mezi výškaři se stal v letech 1925 a 1926, v desetiboji pak v letech 1923, 1925 a 1926.